# Sara Blanch Freixes
Pour les articles homonymes, voir Blanch et Freixe.
Sara Blanch Freixes, née à Darmós en 1989, est une soprano catalane (Espagne).

## Biographie
Sara Blanch a été formée au conservatoire du Liceu de Barcelone où elle obtient le diplôme de Chant et Interprétation. Elle poursuit sa formation avec Mariella Devia.
À l'âge de 16 ans, elle fait ses premiers pas à l'opéra dans Lisístrata, un opéra d'Albert Carbonell, au Teatre Nacional de Catalunya. 
En 2013, son rôle de Folleville dans Le Voyage à Reims de Rossini au Festival Rossini de Pesaro lance sa carrière. Elle interprète ensuite la Reine de la nuit (Die Zauberflöte)  à l'Opéra de Sabadell et en 2014 au Théâtre municipal la Faràndula de Barcelone. En 2015, elle fait ses débuts au Rossini in Wildbad Opera Festival en Allemagne avec le rôle d'Elvira (L'Italiana in Algeri) et revient en 2016 dans le rôle d'Adèle (Le Comte Ory) puis de Zerlina dans Don Giovanni de Mozart.
Elle a remporté des prix dans divers concours tels que le Concours international de chant de Montserrat Caballé (2014), le Josep Mirabent i Magrans de Sitges (2015) et le concours Tenor Viñas (2016) où elle a remporté huit prix.
Ces dernières saisons, Sara Blanch a chanté au Teatro de la Maestranza de Séville et au Teatro Verdi de Salerne (Die Zauberflöte), Gran Teatro del Liceu (Thaïs), Teatro de la Zarzuela à Madrid (Châteaux Margaux / La Velleta), Teatro Real de Madrid (Le Coq d'or), Teatro Campoamor à Oviedo (L'Élixir d'amour) et le Festival Peralada (La straordinaria vita di Sugar Blood). 
En 2018, elle se fait connaitre en France en participant au Festival de Musiques en Fête, aux Chorégies d'Orange. 

## Rôles principaux
- Norina (Don Pasquale),
- Serpina (La Serva Padrona),
- Fanny (La Cambiale del matrimonio),
- Berenice (L'Occasione fa il ladro)
- Zerlina (Don Giovanni)

## Prix
- Opera Jove Award 2017.
- « Jove Promesa » dans le cadre des Opera Actual Awards, 2016.
- Lauréat du 4ème prix officiel "Maria Esperança Salvans Piera" dans la 53e édition du Concours International de Chant Francesc Viñas (2016), ainsi que 7 autres prix.
- Prix spécial « Théâtre National de la Zarzuela » au meilleur interprète de la Zarzuela.
- Prix extraordinaire « Plácido Domingo » du meilleur chanteur espagnol.
- Prix extraordinaire Ajuntament de Moià" pour le meilleur chanteur catalan.
- Prix extraordinaires « Teatro Real de Madrid »".
- Prix extraordinaire « Festival Castell de Peralada ».
- Prix extraordinaire "« Ferrer-Salat Music Foundation ».
- Prix d'Honneur du Public au Concours International de Chant de Montserrat Caballé, 2014.
- 2e prix au Concours international de chant Miraben i Magrans à Sitges, 2014.
- 1er Prix du 9ème Concours du Concours International de Musique des Corts (CIM).
- 1er Prix du X Concours de Chant Lyrique à Premià de Mar, 2013.
- 1er Prix du Cours International de Chant Camerata Sant Cugat, 2012.
- Meilleur chanteur de moins de 22 ans au deuxième concours pour jeunes chanteurs organisé par l'Association Catalane des Professeurs de Chant (ACPC), 2009.